# Футурама: Зверь с миллиардом спин
«Футурама: Зверь с миллиардом спин» (англ. Futurama: The Beast with a Billion Backs) — второй полнометражный фильм Футурамы, выпущенный на DVD. Фильм вышел в США и Канаде 24 июня 2008 года, в Великобритании релиз состоялся 30 июня, в Австралии — 6 августа.

## Сюжет
Прошёл месяц с момента открытия Бендером большой дыры во Вселенной, за это время с ней ничего не произошло. Жизнь в Новом Нью-Йорке постепенно возвращается в своё русло. Киф и Эми женятся, а Фрай заводит отношения с новой девушкой Коллин. Вскоре Фрай узнаёт, что, кроме него, у Коллин ещё 4 парня. Фрай не может согласиться с таким поворотом и разрывает отношения с Коллин.
Профессор Фарнсворт собирает команду и отправляется в экспедицию к аномалии. Для этого ему пришлось выиграть это право в игре «Смертельный мяч» («Deathball», гигантская версия игры лабиринт) у Вёрнструма. По прибытии изучать аномалию в космос посылают Бендера, но после его соприкосновения с ней происходит взрыв, и Бендера вместе с кораблём отбрасывает от дыры. Фарнсворт и Вёрнструм приходят к выводу, что только живые существа могут пройти сквозь аномалию, а электронные устройства, такие, как Бендер (который испытал на собственной шкуре), уничтожаются. Они просят у президента Земли Головы Ричарда Никсона разрешения организовать новую экспедицию к аномалии, но Никсон им отказывает и поручает Зеппу Браннигану уничтожить аномалию. Фансворт и Вёрнструм пытаются опротестовать это решение, но их избивают и отправляют в клинику для сумасшедших учёных, откуда они сбегают с помощью монстра профессора — Пазузу. Тем временем Бранниган пытается уничтожить аномалию, но из-за неполадок с оружием погибает Киф.
Фрай не мог пережить разрыв с Коллин, поэтому отправляется зайцем с Зеппом Бранниганом. После того, как корабль выбросил в космос отходы, с ними вместе вышел Фрай. Проникнув в другую Вселенную, он встречает Йиво — гигантское чудовище со множеством щупалец. Йиво своими щупальцами вторгается в нашу Вселенную. Фарнсворт и Вёрнструм поссорились из-за того, каким защитным слоем покрыть Землю — алмазием или алмазоидом. В итоге (в ходе всё той же игры «Смертельный мяч») выигрывает Вёрнструм, и Землю накрывают сферой из алмазоида, но щупальца легко пробивают её, вторгаются на Землю и захватывают людей. Эти люди становятся последователями религии Щупалец, а Фрай — папа этой религии.
Нормальными остаются только Лила, Зепп и Эми. Они скрываются в убежище контрабандистов. Эми очень грустит из-за смерти Кифа. Зепп пользуется этим и соблазняет её. Когда Лила заходит в спальню Зеппа, она видит Эми с ним в постели. Зепп начинает говорить ей, чтобы она не ревновала. А в это время из-за спинки кровати появляются щупальца и захватывают Зеппа и Эми. Лила отрывает конец у одного из щупалец и исследует его. В это время в Храме Йиво Фрай говорит, что Йиво хочет обратиться к Земле. Лила проникает со шлангом в шее вместо щупальца в этот Храм. Во время речи Йиво она достаёт шланг и направляет струю воды в лицо Фраю. Она говорит, что сделала анализ и обнаружила, что это не просто щупальца, а «члены-щупальца». После этого все начинают обвинять Йиво в обмане. Йиво говорит, что они могут поладить. Он воскрешает Кифа, тем самым устанавливая дружеские отношения с Землёй.
Голова Ричарда Никсона предлагает каждому сходить на свидание с Йиво. После свиданий с щупальцами Фрай предлагает бросить Йиво. Но, когда они собирается сказать ему об этом, Йиво предлагает своё щупальце Вселенной и показывает кольцо с гигантским алмазом. Все тут же соглашаются.
Тем временем Бендер вступает в Лигу роботов, которая ставит своей целью убить всех людей. Однако вскоре его ждёт разочарование: члены Лиги роботов вовсе не хотят убивать людей. Бендеру это не нравится, и он выигрывает у Калькулона право быть главой Лиги и меняет своего сына у Робо-Дьявола на армию проклятых роботов. И вот, как только эта армия подошла к Белому Дому, Бендер узнаёт, что все люди уходят во вселенную Йиво. Это печалит Бендера. Но все люди (также другие расы) пришли на Йиво. Там было всё, что душе угодно, но Йиво просит одно условие — не общаться с другими вселенными. Всем тут нравится, кроме Лилы. Вечером Фрай пишет письмо Бендеру, несмотря на запрет. Письмо прилетает на Землю, где остались все роботы. Получив письмо (и пронаблюдав его возможности), Бендер берёт Йиво на абордаж и выдёргивает его в нашу вселенную. Начинается бой. Йиво удаётся заполучить клинок Бендера. Он видит на нём своё вещество и понимает, что Фрай нарушил запрет. Теперь все должны уйти. Остаётся только Коллин, у которой с Йиво завязался роман. Фрай очень расстроен уходом, но Бендер успокаивает его, говоря, что любовь никогда не бывает чистой.

## Роли
| Актёр            | Персонаж                                                                                  |
| ---------------- | ----------------------------------------------------------------------------------------- |
| Билли Вест       | Филлип Дж. Фрай Профессор Фарнсфорт Доктор Зойдберг Зепп Бранниган Ричард Никсон Лео Вонг |
| Кэти Сагал       | Туранга Лила                                                                              |
| Джон ДиМаджио    | Бендер URL                                                                                |
| Тресс Макнилл    | Первенец Бендера Линда Петуния Мисс Вселенная 3001 Дополнительные голоса                  |
| Морис Ламарш     | Киф Крокер Калькулон Гарольд Зойд Морбо Робот-гедонист Дополнительные голоса              |
| Ламарр, Фил      | Гермес Конрад Робот 1-Х Робот-миллиардер Дополнительные голоса                            |
| Лорен Том        | Эми Вонг Инес Вонг                                                                        |
| Дэвид Херман     | Доктор Вёрнструм Пазузу Гигантский муравей Дег Дополнительные голоса                      |
| Дэн Кастелланета | Робот-дьявол                                                                              |
| Дэвид Кросс      | Йиво                                                                                      |
| Стивен Хокинг    | Голова Стивена Хокинга                                                                    |
| Бриттани Мёрфи   | Коллин О’Холлалан                                                                         |